# Desmodium grandifolium
Desmodium grandifolium là một loài thực vật có hoa trong họ Đậu. Loài này được (Hornem.) DC. miêu tả khoa học đầu tiên năm 1825.